# Sacramento Valley

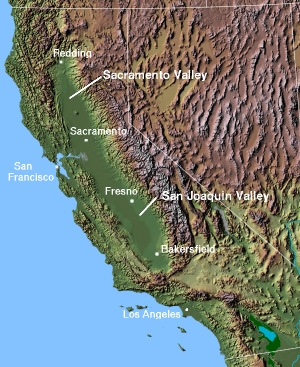
Karta över Sacramento Valley.

Sacramento Valley är en dal i Kalifornien, som utgör norra delen av Central Valley kring Sacramento River.